# سانتین (فلاونول)
سانتین (فلاونول) (به انگلیسی: Santin (flavonol)) با فرمول شیمیایی C۱۸H۱۶O۷ یک ترکیب شیمیایی با شناسه پاب‌کم ۵۲۸۱۶۹۵ است. که جرم مولی آن ۳۴۴٫۳۱ g/mol می‌باشد. 